# Tularthrum lineatum
Tularthrum lineatum is een keversoort uit de familie dwergschorskevers (Laemophloeidae). De wetenschappelijke naam van de soort werd in 1893 gepubliceerd door Braun.